# 冷水江西站
冷水江西站，位于湖南省娄底市冷水江市潘桥乡，是沪昆铁路上的一座火车站。车站始建于1970年，由广州局集团管辖，现为四等站。

## 办理业务
- 客运：办理职工通勤业务。
- 货运：办理专用线货物发到。[4]

## 站内设施
- 湖南资江煤业集团有限公司铁路专用线：全长1142米。[4]
- 冷西行车公寓：目前班组人员共计10人，主要接待怀化机务段娄底运用车间慢车西队、冷水江东、金竹山、新化调机和沪昆线临时停靠过路机车。[5]

## 连接线路
湖南宜化化工有限责任公司专用铁路：从冷水江西站东端引出，设工业编组站、调车场后进入公司生产区。